# イクティネオI

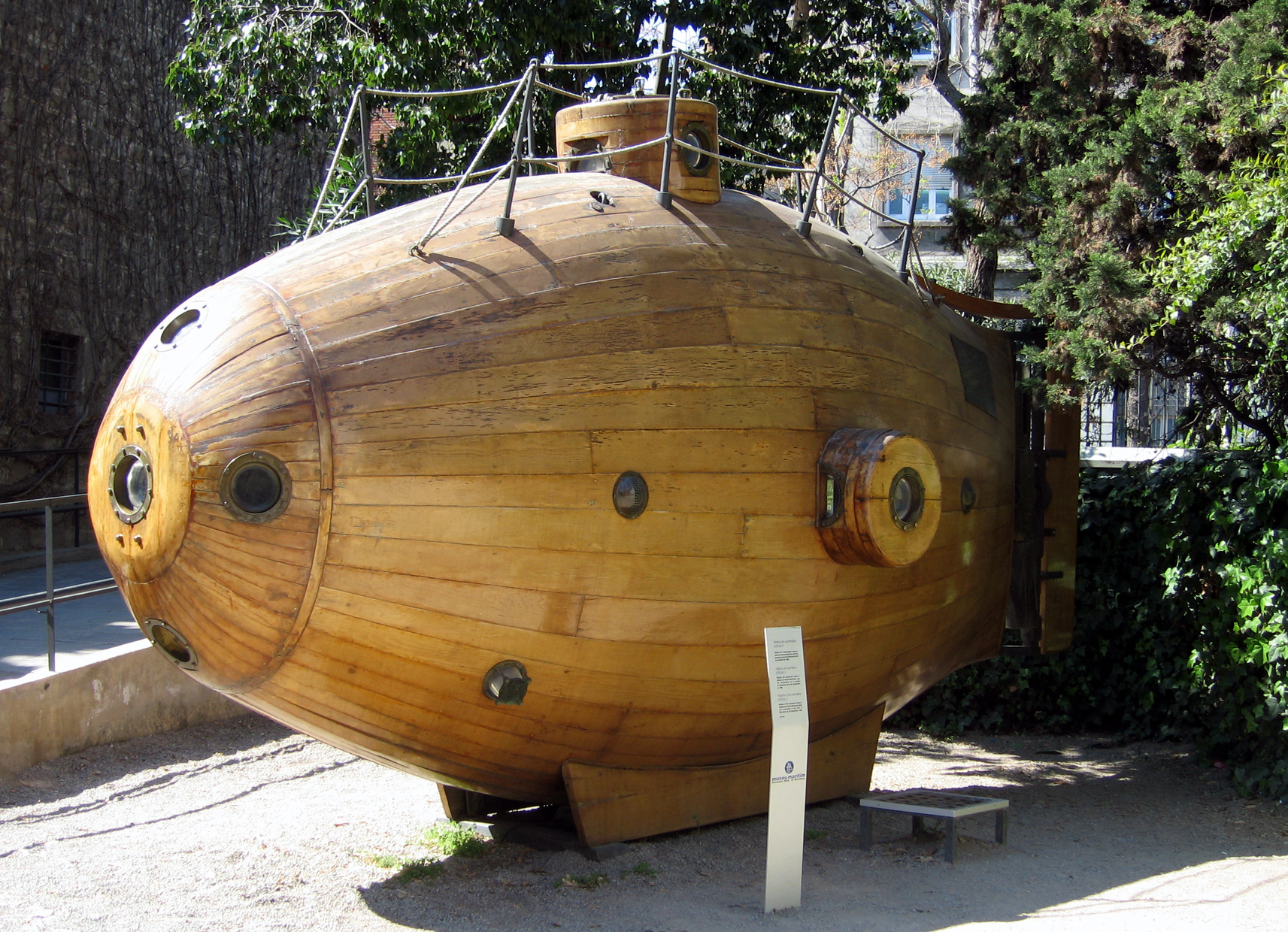
イクティネオIの複製模型

イクティネオI（Ictineo I）は、ナルシス・ムントリオルによって1858年から1859年に建造された潜水艇である。潜水艦黎明期に登場した先駆的な潜水艇であり、またイクティネオIIの前型である。

## 設計と開発
カダケスに居住していた頃。ある日、ムントリオルは珊瑚収穫作業員の死を目撃した。
それにより彼は「水中を航行可能で、潜水夫が安全に作業できるような船―即ち潜水艇」という構想を思い立ったのであった。
だが、その構想は周囲の嘲笑の的となり、また彼にはそんな船を建造するための資金も無かった。
そのために、構想は12年間、実現されないままでいた。
だが彼の友人は、その構想は生かすべきだと彼を説得した。
また友人や一般大衆などから、十分な資金も集まった。
そのためムントリオルは、潜水艇の開発・建造を決意したのであった。
ムントリオルは潜水艇をイクティネオ（Ictineo）と命名した。イクティネオとは古代ギリシア語の「魚（icthus）」と「船（naus）」の2語を合成した単語であり、「魚のような船」という意味になる。なお本艇イクティネオは、後継のイクティネオIIと区別する場合にはイクティネオIと呼ばれる。
ムントリオルは、流体力学的観点と操舵性の上で最も理想的な船体形状は、魚体形状であることに気づいていた。
だが、耐水圧性においての最適船体形状は球体形であった。
それ故に、彼はこの二つを内部で組み合わせた。
内部耐圧殻は楕円形とし、外殻は魚体形としたのである。
そして内殻と外殻の間の空間には、バラストタンクなどの装備が設置された。
1857年9月にバルセロナに帰って来たムントリオルは、
10,000ペセタの資本金で、潜水艇に関する営利団体「Monturiol, Font, Altadill y Cia」を創立した。
そして1858年に、その計画に関する科学的論文を「イクティネオ、または魚船」（The Ictineo or fish-ship）の名で発表した。
1859年6月28日、イクティネオ初航海への準備が整ったムントリオルは、
イクティネオをバルセロナ港へ進水させた。
だが不運にも、イクティネオは水中の杭に衝突して一部が損壊してしまった。
損壊箇所を完全に修理するには資金が足りなかったので、
取り敢えず被害を受けた舷窓、外殻、バラストタンクのみが応急修理され、
最大潜航深度を20mまでに制限することで対処された。
1859年の夏、ムントリオルは商売仲間や造船所作業員らと共にイクティネオに乗り込み、20回以上の実験を行った。
彼は次第に潜航深度を増加させて行き、やがて制限深度の20mに達した。
実験により判明した事柄は、耐圧殻内部酸素のみを使用した場合でも乗組員は2時間の潜航が可能であることと、
彼らの忍耐力次第で圧縮酸素と二酸化炭素清浄機の利用時間を倍増できる、ということであった。
またイクティネオの操縦性は良好であることが判明したが、人間の筋肉による動力では、その最高速度は失望的なものに過ぎなかった。
イクティネオは約50回の潜航の後の1862年1月、
港に投錨中に貨物船に激突されて破壊されてしまった。
その後、より改良されたイクティネオIIが後継として製作された。
現代では、バルセロナにある海洋博物館にてイクティネオの複製模型が展示されている。

## 構造

### 船体構造材
ムントリオルは当初、耐圧殻を強度のある金属で製造しようと思っていた。
しかし、充分な予算が無かったので、代わりに船体構造材には材木を使用した。
父親が木樽製造業者だった関係で、彼は木材に精通していたのが幸いであった。

### 内部耐圧殻
イクティネオの耐圧殻はオリーブの木で建造され、
それがオークの輪で支えられ、
それが2mmの銅板で覆われていた。
その寸法は、全長4.0m、全高2.0m、全幅1.0mであった。
ムントリオルの計算では、本艇は完全状態なら深度500mまで耐えられる筈であったが、
安全上の理由から最大潜航可能深度は50mに設定されていた。

### 外部船体殻
流線形状の外部殻は全長7.0m、全高2.5m、重量10tである。数個の厚いガラス窓が側面・上面、艦首に設置されていたが、これらは円錐台状に整形されており、水圧を利用して窓板を窓穴により強く固定し、空気漏れを回避した。

### バラストタンク
4つのバラストタンク（ムントリオルは膀胱(bladders)と呼んだ）は内殻と外殻の間にある注水区画に設置されていた。
2つは前方、2つは後方に位置し、これらは弁により水・空気の注入量を調節することで制御されていた。

### 緊急装置
万一バラストタンク系統が故障した場合でも浮上可能なように、本艇には緊急装置が装着されていた。
緊急装置は外部に装着された二個の大重量装着物であり、これを潜航中に投棄すれば浮力が増加し、浮上が可能となる。
またこの大重量装着物は、重心調整装置の役割も兼ねていた。
これを潜水艦外部金属轍上を前後に滑らせることで、艇の重心を変えることを可能とした。

### 推進装置
推進装置は、手動クランクで駆動されるスクリュー・プロペラであった。

### 空気清浄装置
イクティネオには空気清浄装置が装備されていた。
この装置は、艇内の二酸化炭素を水酸化カルシウムに吸収させることで、二酸化炭素濃度の増加を抑制する仕組みであった。
また、酸素発生装置も考案されていたが、これは原料に硫酸を使用するため危険性が高いと判明した。

### 照明
内部照明装置には蝋燭が使用された。これは艇内酸素濃度を知らせる警報装置の役割も兼ねていた。
この蝋燭の火が赤くなれば、酸素濃度が低下している、ということの印である。